# Parque Estadual Serra do Mar
O Parque Estadual Serra do Mar tem cerca de 332.000 hectares, vai da divisa de São Paulo com o Rio de Janeiro até Itariri, no sul do estado paulista, cobrindo toda a região serrana e arredores da Serra do Mar dentro do estado, contendo a maior área contínua de Mata Atlântica preservada do Brasil.  Porém grande parte da sua vegetação é de mata secundária e sem fauna de grande porte devido a caça intensa e corte de palmito,e é encontrada muita cana-de-açúcar no local.

## Definição
A UC é administrada por 10 Núcleos, sendo eles::
- Núcleo Itutinga-Pilões
- Núcleo Bertioga (criado em 2010)
- Núcleo Caraguatatuba
- Núcleo Curucutu
- Núcleo Cunha-Indaiá
- Núcleo Padre Dória (criado em 2014)
- Núcleo Picinguaba
- Núcleo Santa Virgínia
- Núcleo São Sebastião
- Núcleo Pedro de Toledo

Com 332.000 hectares, envolvendo quinze municípios da região metropolitana de São Paulo e da Baixada Santista, Cubatão é um dos núcleos administrativos do Parque Estadual Serra do Mar.
Durante uma avaliação ecológica rápida, utilizada para caracterizar a biodiversidade do Parque, os especialistas percorreram 21 trilhas, em 40 dias de campo. Foram registradas 373 espécies de aves, mais da metade do total existente na Mata Atlântica; 111 espécies de mamíferos (quase a metade do total), com 22 ameaçadas de extinção, principalmente os primatas. Das 1265 espécies de plantas registradas, 3 são inéditas.
A Mata Atlântica já cobriu quase toda a faixa litorânea de Norte a Sul do Brasil. Nos dias atuais, o pouco que restou está protegido em parques, reservas e estações ecológicas, conhecidas como Unidades de Conservação de uso indireto.
Em São Paulo, Unidades como o Parque Estadual Serra do Mar, são administradas pela Secretaria do Meio Ambiente, através da  Fundação Florestal. A caça e corte da Içara (um tipo de palmeira) é extremamente comum em todos os núcleos do Parque. A fiscalização é exercida pela Polícia Militar Ambiental e Fundação Florestal.